# Семёнов, Владимир Николаевич (судебный деятель)
Владимир Николаевич Семёнов (1850 — после 1917) — русский судебный деятель, сенатор, член Государственного совета.

## Биография
Происходил из потомственных дворян. Родился 22 марта (3 апреля) 1850 года.
В 1872 году окончил юридический факультет Московского университета со степенью кандидата прав.
По окончании университета начал службу по Министерству юстиции кандидатом на судебные должности при прокуроре Санкт-Петербургского окружного суда. В 1873—1879 годах исправлял должность судебного следователя Нижнеломовского уезда Пензенской губернии. В 1878—1880 годах состоял почетным мировым судьей Нижнеломовского уезда. В 1880 году был назначен товарищем прокурора Луцкого окружного суда, в 1882 году — переведён на ту же должность в Ржевский окружный суд, а в 1884 году — в Московский окружный суд. В 1885 году ему поручено было наблюдение за дознанием о государственных преступлениях в Московском губернском жандармском управлении.
В 1892 году был назначен помощником статс-секретаря департамента гражданских и духовных дел Государственного совета. В 1894 году временно заведовал казначейской частью, исполнял обязанности статс-секретаря Гражданского кассационного департамента Сената. В том же году был назначен для занятий в Особую комиссию для обсуждения представления министра юстиции о преобразовании межевой части. В 1897 году был назначен членом Консультации при Министерстве юстиции учрежденной. В этой должности ревизовал делопроизводство Везенберг-Вейсенштейнского мирового съезда Эстляндской губернии (1897), делопроизводство участковых мировых судей города Архангельска, а также Холмогорского, Кемского и Кольского уездов Архангельской губернии (1898), уголовные департаменты Варшавской судебной палаты (1899) и делопроизводство Сарапульского окружного суда и прокурорского надзора (1900). С 1897 года состоял членом Комиссии для пересмотра законоположений по судебной части, с 1899 года — непременным членом от Министерства юстиции в Медицинском совете Министерства внутренних дел. С 1900 года заведовал делопроизводством Особого совещания для рассмотрения отчетов по ревизии делопроизводства судебных учреждений и должностных лиц.
17 апреля 1902 года назначен сенатором с производством в тайные советники, присутствовал в Уголовном кассационном департаменте Сената. Был членом Верховного уголовного суда. По инициативе И. Г. Щегловитова, 1 января 1917 года был назначен членом Государственного совета. Входил в правую группу. После Февральской революции, 1 мая 1917 года был оставлен за штатом, а затем уволен от службы.
Судьба после 1917 года неизвестна. Был холост.

## Награды
- Орден Святого Станислава 1-й ст. (1900)
- Орден Святой Анны 1-й ст. (1904)
- Орден Святого Владимира 2-й ст. (1907)
- Орден Белого Орла (1911)
- Орден Святого Александра Невского (1916)